# Saint-Bonnet-de-Valclérieux
Saint-Bonnet-de-Valclérieux foi uma comuna francesa na região administrativa de Auvérnia-Ródano-Alpes, no departamento de Drôme. Estendia-se por uma área de 8,29 km². Em 2010 a comuna tinha 216 habitantes (densidade: 26,1 hab./km²).
Em 1 de janeiro de 2019, passou a formar parte da nova comuna de Valherbasse.